# Mikaho-Sporthalle

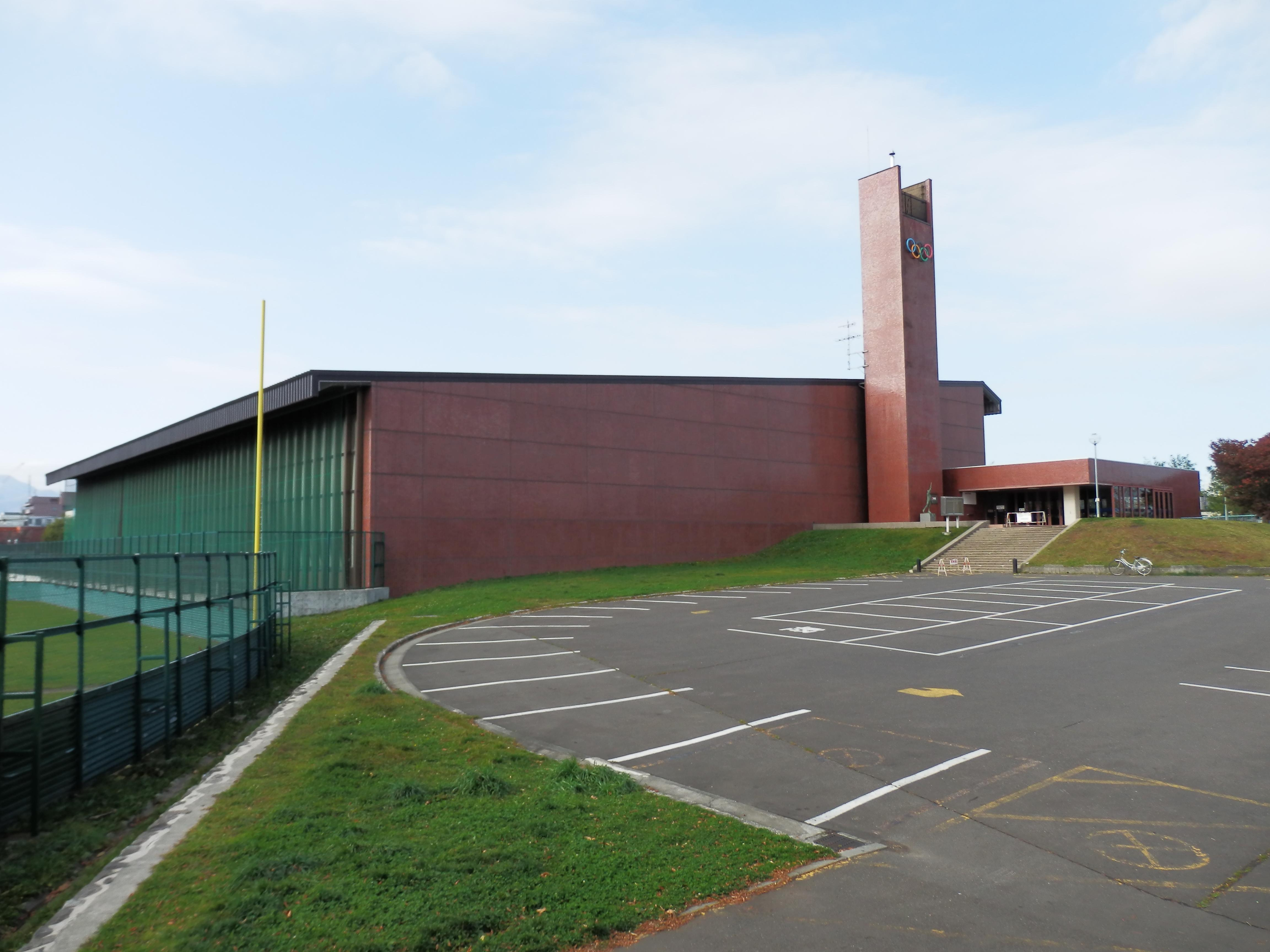
Mikaho-Sporthalle

Die Mikaho-Sporthalle (japanisch 札幌市美香保体育館, Sapporo-shi Mikaho Taiikukan) ist eine Eissporthalle in der japanischen Stadt Sapporo. Sie befindet sich im Mikaho-Park im Stadtbezirk Higashi-ku und wurde im Hinblick auf die Olympischen Winterspiele 1972 erbaut.
Das zweistöckige, vom Architekturbüro Kume Sekkei entworfene Gebäude ist im Besitz der Stadt Sapporo. Es entstand zwischen Mai 1969 und Oktober 1970, wobei die Baukosten 685 Millionen Yen betrugen. Während der Winterspiele diente die Mikaho-Sporthalle als Austragungsort des Pflichtprogramms der Eiskunstlaufwettbewerbe. Die Zuschauerkapazität betrug damals 1998 Personen, davon 700 auf temporären Tribünen an der nicht verglasten Nordseite.
Die Halle besitzt eine Grundfläche von 6268 m², die Eisbahn misst 60 × 30 m. Das abgeschrägte Dach wird von Fachwerkträgern aus Stahlröhren mit großem Durchmesser gestützt, die im Innern freiliegend sind. Seit den Winterspielen von 1972 dient die Halle im Winter als öffentliche Eisbahn mit gemischter Nutzung (Eiskunstlauf, Curling, Eishockey), beispielsweise bei den Winter-Asienspielen 1986, 1990 und 2017 sowie bei der Winter-Universiade 1991. Bis 1998 wurde das Gebäude jeweils in den Sommermonaten zu einem beheizten Hallenbad umfunktioniert. Seither wird es im Sommer für verschiedene Sportarten wie z. B. Badminton, Basketball, Volleyball, Tennis und Tischtennis genutzt. Außerhalb des Gebäudes sind drei Baseballfelder und vier Tennisplätze vorhanden.